# Csuja László
Csuja László (Debrecen, 1984. február 10. –) magyar film- és színházrendező, a 2007–2014 között aktív Erdélyi Vándorszínház alapítója, játék- és dokumentumfilmjeit számos nemzetközi filmfesztivál vetítette és díjazta. Szelíd című filmje (Nemes Annával közösen írta és rendezte) az első magyar játékfilm, amelynek a premierjét a Sundance Filmfesztiválon tartották.

## Tanulmányai
2007-től a Színház- és Filmművészeti Egyetem forgatókönyvíró szakán tanult egészen 2012-ig, ugyanott DLA doktori fokozatot szerzett 2018-ban.

## Színházi rendezései
| Év   | Színdarab                                                   | Megjegyzések               |
| ---- | ----------------------------------------------------------- | -------------------------- |
| 2007 | A férj szomorú komédiája és felettéb bonyodalmas históriája | I. Erdélyi Vándorszínház   |
| 2008 | A kéjvágyó vén szamár                                       | II. Erdélyi Vándorszínház  |
| 2009 | Az ördög és a szűz                                          | III. Erdélyi Vándorszínház |
| 2011 | A halál és a bohóc                                          | IV. Erdélyi Vándorszínház  |
| 2013 | Bükkfaszéki Márika                                          | V. Erdélyi vándorszínház   |
| 2013 | A szökés                                                    | monodráma Orosz Ákossal    |
| 2016 | Kövekkel a zsebében                                         | Figura Stúdió Színház      |

## Filmográfia
| Év   | Film                | Megjegyzések                       |
| ---- | ------------------- | ---------------------------------- |
| 2004 | Csentó-ventó        | Rendező                            |
| 2005 | Szivarfüst          | Rendező                            |
| 2006 | Tram story          | Rendező, zeneszerző                |
| 2006 | Rózsafüzér          | Rendező                            |
| 2008 | 3 emlék             | Rendező                            |
| 2009 | Foszfor             | Rendező, forgatókönyvíró           |
| 2011 | A dugulás           | Rendező                            |
| 2012 | Threesome           | epizód a Nekem Budapest c. filmből |
| 2018 | Virágvölgy          | Rendező                            |
| 2018 | Kilenc hónap háború | Rendező                            |